# Organisatie van advies- en ingenieursbureaus
Organisatie van advies- en ingenieursbureaus (afgekort ORI), voorheen Organisatie van Raadgevende Ingenieurs Engineering- en Consultancybureaus, in het Frans Organisation des bureaux d'ingénierie et de conseil (ORI), is een Belgische werkgeversorganisatie voor advies- en ingenieursbureaus.

## Historiek
De organisatie werd opgericht in 1992.

## Bestuur
| Periode      | Voorzitter      |
| ------------ | --------------- |
| ...          |                 |
| 2009 - 2020  | Bernard Gilliot |
| 2020 - heden | Jan Parys       |

| Periode     | Managing director  |
| ----------- | ------------------ |
| 1992 - 2019 | Anya De Bie        |
| 2018 - 2022 | Christophe Hautier |